# Manuel Lapuente
Manuel Lapuente Díaz (ur. 15 maja 1944 w Mieście Meksyk) – meksykański piłkarz, obecnie trener.

## Kariera piłkarska
Jako piłkarz występował w CF Monterrey, Necaxa, CF Puebla i Atlas Guadalajara. W drużynie narodowej zagrał 13 meczów i strzelił 5 goli.
Sukcesy piłkarskie
- Finał Pucharu Meksyku z Monterrey - 1964
- Puchar i Superpuchar Meksyku z Necaxa - 1966
- Campeonato de Ascenso z Puebla - 1970

## Kariera trenerska
Jako trener osiągnął zdecydowanie więcej niż jako piłkarz. Poprowadził kadrę Meksyku w finałach MŚ 1998, Copa América 1997, Copa América 1999, Złotym Pucharze CONCACAF 1998 i 2000 oraz Pucharze Konfederacji 1997 i 1999. W 2008 roku prowadził zespół Tigres UANL. W latach 2010–2011 był trenerem stołecznej Amériki.
Sukcesy trenerskie
- Mistrzostwo Meksyku z Puebla 1982/1983 i 1989/1990
- Mistrzostwo Meksyku z Necaxa 1994/1995 i 1995/1996
- Puchar Mistrzów CONCACAF z Puebla - 1991
- Puchar Mistrzów CONCACAF z América - 2006
- Puchar Gigantów CONCACAF z Necaxa - 1995
- Złoty Puchar CONCACAF 1998 z Meksykiem
- Dwukrotnie 3. miejsce na Copa América z Meksykiem (1997, 1999)
- Puchar Konfederacji 1999 z Meksykiem